# Žerjavin
Žerjavin – wieś w Słowenii, w gminie Šentjernej. W 2018 roku liczyła 7 mieszkańców.